# Östra Nyland
Östra Nyland (finsk Itä-Uudenmaan maakunta) var et landskab og en sekundærkommune i det sydøstlige Finland.
Östra Nyland bestod af ti kommuner, der tilsammen havde 92.933 indbyggere i 2005. Borgå var landskabets hovedby.

## Oprettelse og nedlæggelse
I 1998 blev den østlige del af det historiske landskab Nyland til det nye landskab Östra Nyland. Ved udgangen gangen af 2010 blev de to landskaber i Nyland genforenede. Dermed opstod det moderne landskab Nyland.
Kommunerne Träskända, Hyvinge, Kervo, Mäntsälä, Nurmijärvi, Borgnäs og Tusby hørte ikke med til landskabet, men de betragtes undertiden som en del af det geografiske Östra Nyland.

## Nabolandskaber
Östra Nyland grænsede i øst op til Kymmenedalen, i nord til Päijänne-Tavastland, i vest til Nyland og i syd til den finske bugt.

## Regionen Sydfinland
Det tidligere Östra Nyland hører administrativt under Sydfinlands regionsforvaltning. Det samme gør de nuværende landskaber Södra Karelen, Kymmenedalen, Nyland, Päijänne-Tavastland og Egentliga Tavastland.
Militært hører Östra Nyland under Södra Finlands militärlän. Östra Nylands Regionalbureau ligger i Träskända.

## Kommuner
Östra Nyland bestod af ti kommuner. De to byer (städer) er skrevet med fed skrift.
- Askola
- Borgå (Porvoo)
- Buckila (Pukkila)
- Lappträsk (Lapinjärvi)
- Lovisa (Loviisa)
- Mörskom (Myrskylä)
- Sibbo (Sipoo)

Liljendal, Pernå og Strömfors gik sammen med Lovisa i 2010, mens Borgå landskommun blev en del af Borgå allerede i 1997.
60°30′N 26°00′Ø / 60.5°N 26°Ø